# M.O.M., Vol. 2: Music for Our Mother Ocean
M.O.M., Vol. 2: Music for Our Mother Ocean è la seconda compilation della serie Music for Our Mother Ocean, edita nel 1997 da Interscope Records.

## Tracce
1. Intro - 0:30 (Pato Banton)
2. Misirlou '97 - 3:02 (Dick Dale - Gary Hoey)
3. I Get Around - 1:56 (Pennywise)
4. Atta Girl - 2:18 (Sprung Monkey)
5. V-12 Cadillac - 3:26 (Jewel)
6. Ocean - 3:36 (The Mighty Mighty Bosstones)
7. Fly Juice - 3:38 (Brian Setzer)
8. Tonight - 3:37 (Porno for Pyros)
9. Hydroponic - 3:55 (Three Eleven)
10. Barflies at the Beach - 3:01 (Royal Crown Revue)
11. Paddle Out - 1:15 (Sublime)
12. The Other Side of the World - 3:45 (Dishwalla)
13. Acid - 3:57 (Toad the Wet Sprocket)
14. Dirty Magic - 3:05 (The Offspring)
15. Excuse Me Mr. - 5:24 (Ben Harper)
16. Angels of the Silences - 3:38 (Counting Crows)
17. Trouble on the Horizon - 6:33 (Jimmy Buffett)
18. Summer in Paradise - 4:21 (The Beach Boys)
19. The Blue Light of the Underwater Sun - 4:19 (Moby)
20. Ocean Warriors - 3:56 (Pato Banton)
21. Giver Man - 4:27 (Sunchild)
22. Closing - 0:47